# José Antonio García Rabasco
 José Antonio García Rabasco (Lebrija, 10 september 1987), is een gewezen Spaanse voetballer, beter bekend onder de naam  Verza.
Verza is een product van de voetbalschool van Villarreal CF.  Zijn professionele loopbaan startte hij bij Villarreal CF B in de lagere divisies. Het eerste seizoen 2002-2003 speelde hij kampioen op Preferente niveau en tijdens het tweede seizoen 2003-2004 eindigde de ploeg derde in Tercera División.  Op 22 juni 2003  maakte hij zijn debuut bij het eerste team, dat in de Primera División actief was. Dit gebeurde toen hij in de 70e minuut inviel tijdens het 1-4 thuisverlies tegen Real Betis.
Vanaf januari 2005 werd Verza uitgeleend aan Recreativo de Huelva, een ploeg uit Segunda División A. Met deze ploeg zou hij een vijfde plaats behalen.
Vanaf juli 2005 verliet hij zijn jeugdploeg en sloot hij zich definitief aan bij Córdoba CF, een ploeg uit de Segunda División B].  Hij zou tijdens het seizoen 2005-2006 met een zesde plaats uit de eindronde vallen en van seizoen 2006-2007 zou hij enkel tot aan de winterstop blijven.  Dat jaar zou Córdoba CF vierde eindigen en dankzij de eindronde een niveau hoger klimmen.  De speler kreeg echter te weinig speelmogelijkheden.
Maar ondertussen was vanaf januari 2007 Verza reeds naar reeksgenoot Orihuela CF verhuisd.  Hij werd uitgeleend aan ploeg van zijn geboortestad. De ploeg was net gepromoveerd en behaalde een mooie zevende plaats. Vanaf het seizoen 2007-2008 tekende hij een definitief contract.  Dat seizoen was een mooie vijfde plaats het eindresultaat.
Na anderhalf jaar bij de club uit Valencia tekende hij vanaf seizoen 2008-2009 een tweejarige overeenkomst met Albacete Balompié een ploeg uit de Segunda División A.  In de daaropvolgende jaren was Verza een onbetwiste basisspeler voor de ploeg uit Castilië-La Mancha, maar na de degradatie op het einde van het seizoen 2010-2011, beëindigde hij zijn contract.
Hij tekende kort daarna voor UD Almería, die net gedegradeerd was uit de hoofdklasse en zo vanaf seizoen 2011-2012 in de Segunda División A opereerde.  Het tweede seizoen werd het belangrijkste.  Verza verscheen in 40 competitiewedstrijden en vier play-off wedstrijden en hielp de Rojiblancos terug te keren naar de Primera División en dit na een afwezigheid van twee jaar. Hij speelde zijn eerste wedstrijd in de competitie in meer dan een decennium op 19 augustus 2013, beginnend in een 2-3 thuisverlies voor de voormalige club Villarreal,[8] en scoorde zijn eerste doelpunt laat in de maand tijdens een 2-2 thuiswedstrijd tegen Elche CF.
Op 8 juni 2015 tekende Verza na afloop van zijn contract een vierjarige overeenkomst met reeksgenoot Levante UD. Op 31 augustus 2017 keerde hij reeds terug naar Almería, nadat hij had ingestemd met een eenjarig uitleenbeurt.
Op 29 augustus 2018 beëindigde Verza zijn contract met de ploeg uit Levante en sloot zich twee dagen later voor het seizoen 2018-2019 aan bij Rayo Majadahonda, een nieuwkomer in de Segunda División A.  De ploeg kon echter het behoud niet bewerkstelligen.
De daaropvolgende 19 juli 2019 tekende hij een tweejarige overeenkomst met FC Cartagena van de Segunda División B. Tijdens het hele seizoen vertoefde de ploeg aan de top, werd winterkampioen. Op 8 maart 2020 vertoefde de ploeg op de tweede plaats en speelde de 28ste speeldag tegen  Córdoba CF.  De met 0-2 gewonnen uitwedstrijd bracht de ploeg weer op de eerste plaats en de daaropvolgende week werd de competitie voorlopig stilgelegd door de Coronapandemie. Deze overwinning werd wel heel belangrijk toen op 14 april de RFEF besloot om de ploeg kampioen van de reguliere competitie te verklaren en dit op 10 wedstrijden voor het einde en onmiddellijk met de eindronde te starten.  De rondes werden gespeeld in één wedstrijd.  Ondanks het feit dat deze beslissing veel tegenwind kreeg, werd ze herbevestigd op 6 mei. Op 25 juni gingen de vier kampioenen (naast Cartagena ook Club Deportivo Atlético Baleares, CD Logroñés en CD Castellón) in de urne en werd de ploeg uit de Balearen op zondag 19 juli de tegenstander.  In tegenstelling met normale play offs werd de finale in één wedstrijd gespeeld in de Estadio La Rosaleda, thuishaven van Málaga CF.  Na 120 minuten was het nog steeds 0-0 en de promotie werd afgedwongen na de strafschoppen.  Athlético begon en beide ploegen scoorden de eerste drie.  Toen Atlético de vierde en vijfde penalty miste en Cartagena de vierde had gescoord, was de Segunda A een feit.  De speler volgde tijdens het seizoen 2020-2021 de ploeg naar het professionele voetbal en dat was voor hem een terugkeer na één jaar afwezigheid.  Hij zou zijn terugkeer als basisspeler vieren tijdens de eerste wedstrijd, een 0-0 gelijkspel op verplaatsing bij Real Oviedo.  Maar verder dan vier invalbeurten waarvan de laatste op 21 november 2020 kwam de speler niet.  Daarom werd zijn contract op 11 januari in onderling overleg opgezegd.
Bijna twee weken later kwam hij op 24 januari 2021 tot een akkoord bij streekgenoot Real Murcia, een ploeg uit de Segunda División B. De bedoeling van zijn komst was om de ploeg op het einde van het seizoen minimaal op het niveau van de nieuwe reeks Primera División RFEF te krijgen. Dit mislukte echter en zo zou de ploeg van seizoen 2021-2022 uitkomen in de Segunda División RFEF, oftewel het vierde niveau van het Spaanse voetbal.  Het contract van de speler werd niet verlengd.